# کتابخانه شورای ملی ژاپن

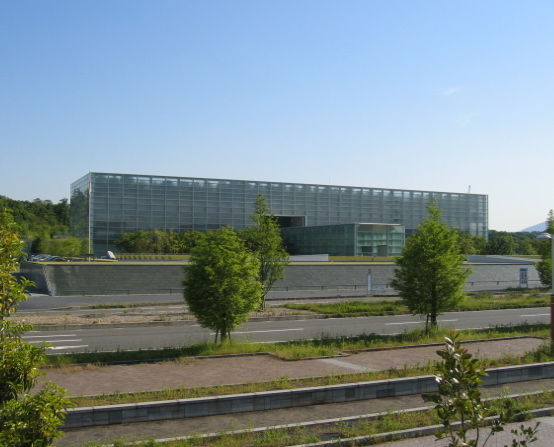
کتابخانهٔ شورای ملی در کانزائی

کتابخانهٔ شورای ملی ژاپن 国立国会図書館 (Kokuritsu Kokkai Toshokan) تنها کتابخانه ملی در ژاپن است. این کتابخانه در سال ۱۹۴۸ برای کمک به اعضای دایت ملی (国会 Kokkai) در زمینهٔ سیاست عمومی تأسیس شد. این کتابخانه در اندازهٔ کوچکتر از کتابخانه کنگره و اهداف آن تأسیس شده‌است.
کتابخانهٔ شورای ملی (ان‌دی‌ال) دارای دو شعبه در توکیو و استان کیوتو و نمایندگی در سایر کتابخانه‌های ژاپن است.